# Pieter van Dousborgh
Pieter van Dousborgh (? - Luik, 10 februari 1846) was lid van de Provinciale Staten van Limburg en heer van Vlierden.
In 1824 kocht hij de heerlijkheid Vlierden onderhands van Franciscus Josephus Martinus d'Aumerie, wiens familie de heerlijke rechten sinds 1755 had bezeten. Hij woonde zowel te Luik als op de hoeve Hazeldonk te Vlierden, en was gehuwd met Francisca Helena Ernestina Conratz. Na zijn dood verkochten zijn erfgenamen de heerlijke rechten en de hoeve Hazeldonk in 1846 aan Rutger Bangeman Huygens van Löwendal.
Van Dousborgh werd begraven in Niederkrüchten.